# Messanges (Landes)
Pour les articles homonymes, voir Messanges.
Messanges est une commune française située dans le département des Landes en région Nouvelle-Aquitaine.
Le gentilé est Messangeot.

## Géographie

### Localisation
Commune située dans la forêt des Landes en Marensin, station balnéaire de la Côte d'Argent (Messanges-Plage) possédant deux plages surveillées sur l'océan Atlantique.

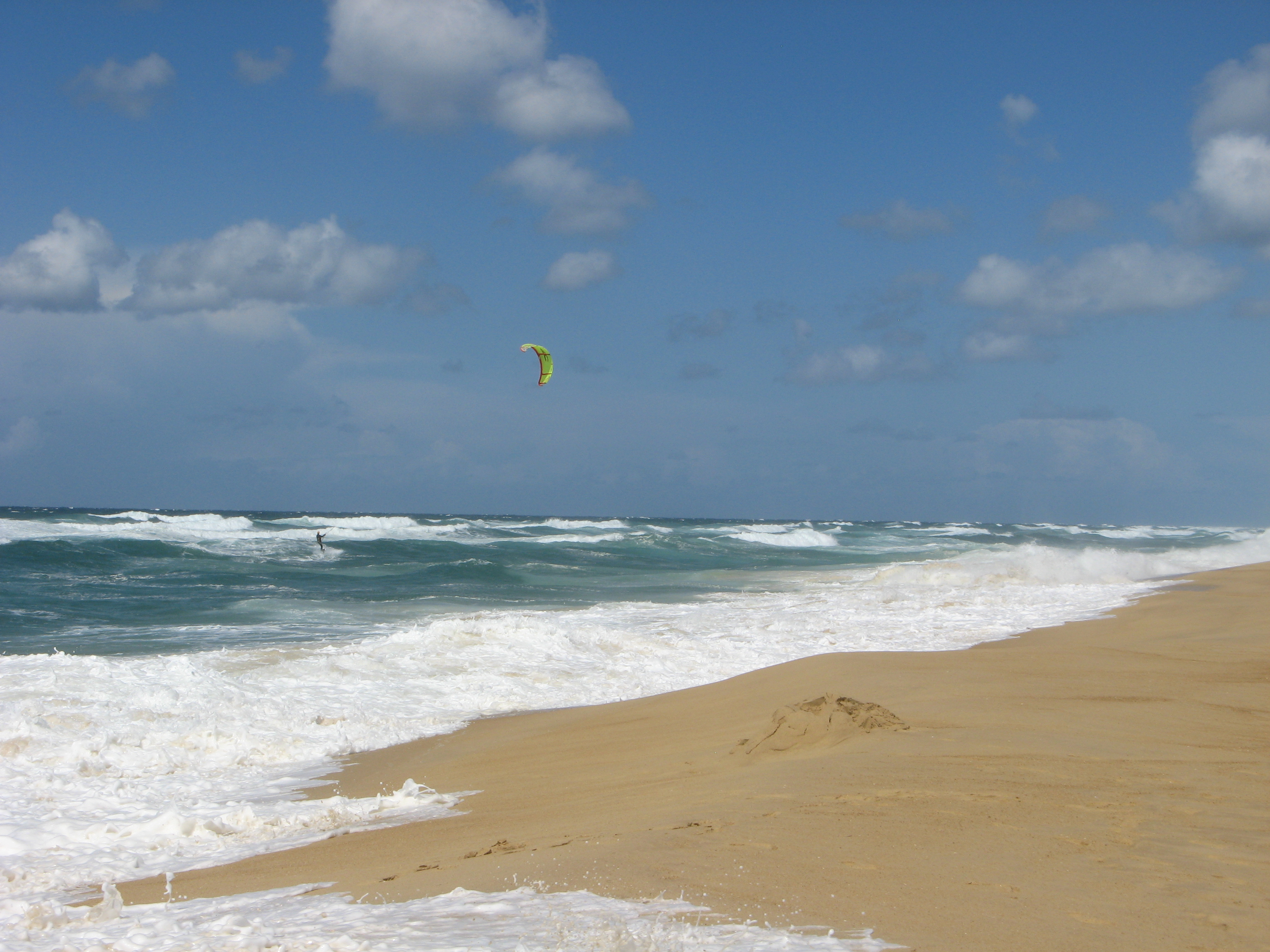
Plage de Messanges (Landes)

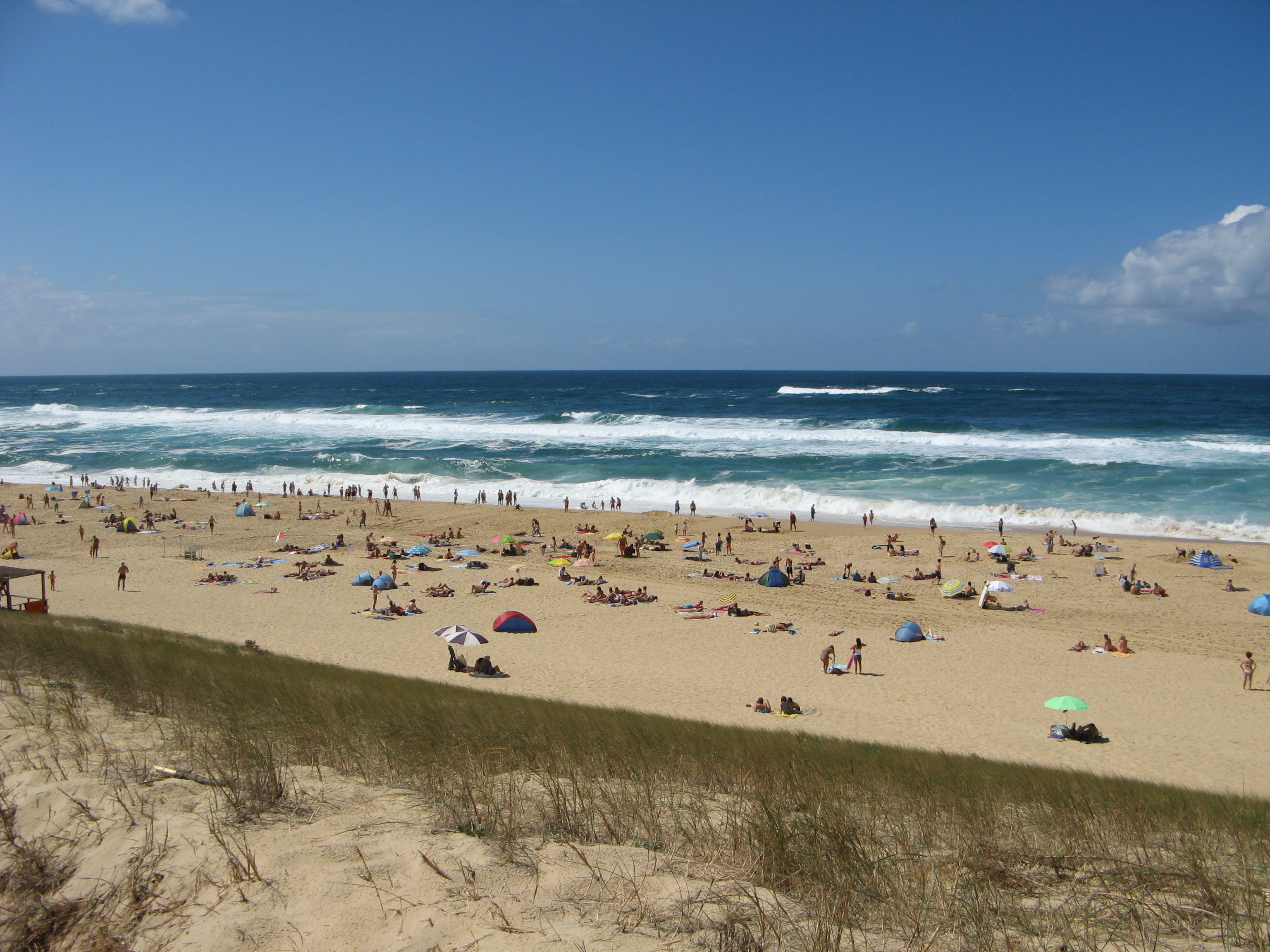
Plage de Messanges (Landes)

### Communes limitrophes
Les communes limitrophes sont  Azur, Léon, Moliets-et-Maa, Soustons et Vieux-Boucau-les-Bains.
|                  | Moliets-et-Maa         | Léon     |
| Océan Atlantique | Messanges              | Azur     |
|                  | Vieux-Boucau-les-Bains | Soustons |

### Climat
Pour des articles plus généraux, voir Climat de la Nouvelle-Aquitaine et Climat des Landes.
Historiquement, la commune est exposée à un climat océanique aquitain.  
En 2020, Météo-France publie une typologie des climats de la France métropolitaine dans laquelle la commune est exposée à un climat océanique et est dans la région climatique  Littoral charentais et aquitain, caractérisée par une pluviométrie élevée en automne et en hiver, un bon ensoleillement, des hiver doux (6,5 °C), soumis à la brise de mer.
Pour la période 1971-2000, la température annuelle moyenne est de 13,8 °C, avec une amplitude thermique annuelle de 13,3 °C. Le cumul annuel moyen de précipitations est de 1 304 mm, avec 13,3 jours de précipitations en janvier et 8 jours en juillet. Pour la période 1991-2020, la température moyenne annuelle observée sur la station météorologique la plus proche, située sur la commune de Soorts-Hossegor à 18 km à vol d'oiseau, est de 14,9 °C et le cumul annuel moyen de précipitations est de 1 181,8 mm,. Pour l'avenir, les paramètres climatiques de la commune estimés pour 2050 selon différents scénarios d’émission de gaz à effet de serre sont consultables sur un site dédié publié par Météo-France en novembre 2022.

## Urbanisme

### Typologie
Au 1er janvier 2024, Messanges est catégorisée commune rurale à habitat dispersé, selon la nouvelle grille communale de densité à sept niveaux définie par l'Insee en 2022.
Elle est située hors unité urbaine et hors attraction des villes,.
La commune, bordée par l'océan Atlantique, est également une commune littorale au sens de la loi du 3 janvier 1986, dite loi littoral. Des dispositions spécifiques d’urbanisme s’y appliquent dès lors afin de préserver les espaces naturels, les sites, les paysages et l’équilibre écologique du littoral, tel le principe d'inconstructibilité, en dehors des espaces urbanisés, sur la bande littorale des 100 mètres, ou plus si le plan local d’urbanisme le prévoit.

### Occupation des sols

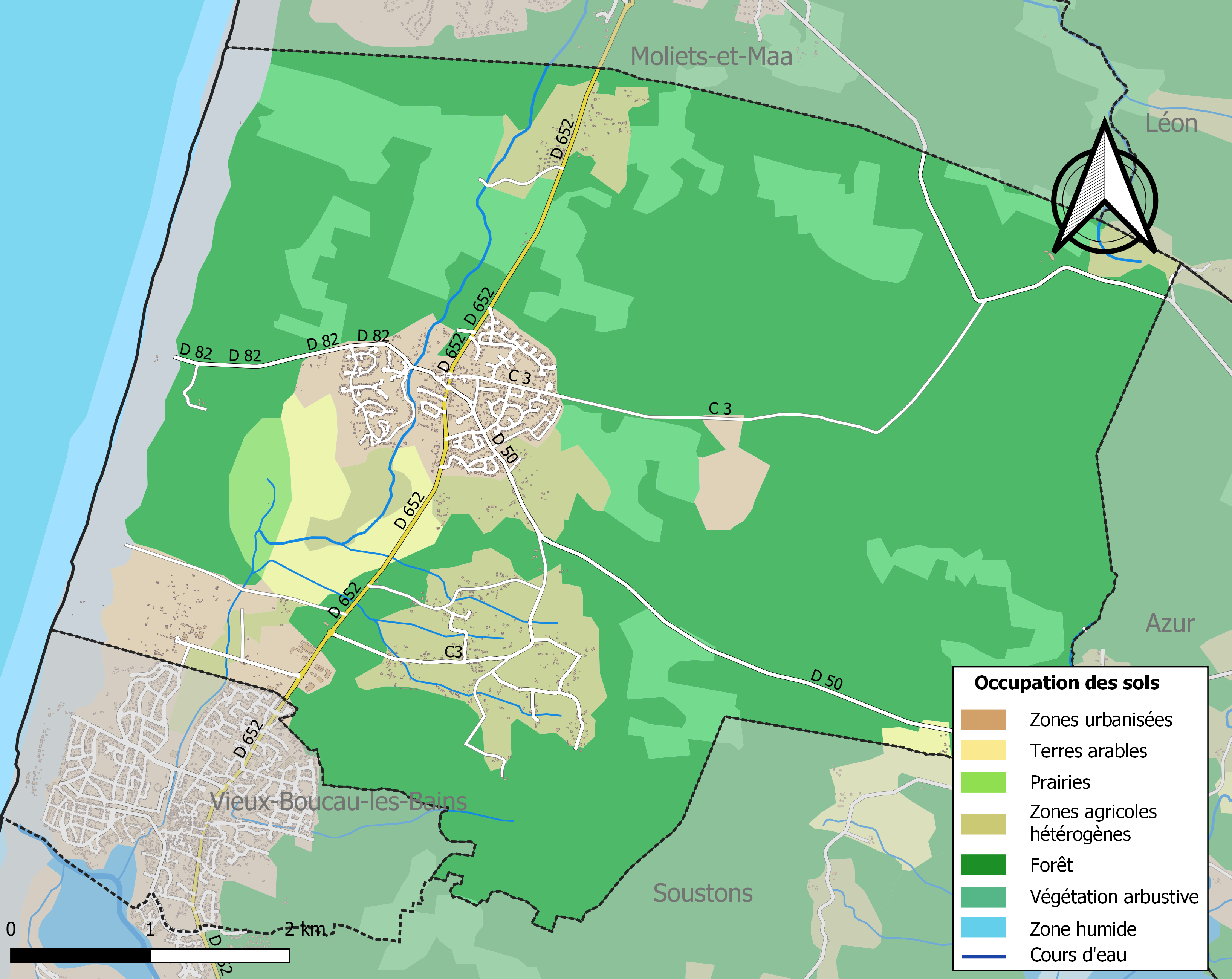
Carte des infrastructures et de l'occupation des sols de la commune en 2018 (CLC).

L'occupation des sols de la commune, telle qu'elle ressort de la base de données européenne d’occupation biophysique des sols Corine Land Cover (CLC), est marquée par l'importance des forêts et milieux semi-naturels (77,7 % en 2018), en diminution par rapport à 1990 (83,8 %). La répartition détaillée en 2018 est la suivante : 
forêts (61,3 %), milieux à végétation arbustive et/ou herbacée (13 %), zones agricoles hétérogènes (10,4 %), zones urbanisées (5,7 %), espaces ouverts, sans ou avec peu de végétation (3,5 %), terres arables (2,8 %), espaces verts artificialisés, non agricoles (1,6 %), prairies (1,1 %), mines, décharges et chantiers (0,8 %). L'évolution de l’occupation des sols de la commune et de ses infrastructures peut être observée sur les différentes représentations cartographiques du territoire : la carte de Cassini (XVIIIe siècle), la carte d'état-major (1820-1866) et les cartes ou photos aériennes de l'IGN pour la période actuelle (1950 à aujourd'hui).

### Risques majeurs
Le territoire de la commune de Messanges est vulnérable à différents aléas naturels : météorologiques (tempête, orage, neige, grand froid, canicule ou sécheresse), inondations, feux de forêts, mouvements de terrains et séisme (sismicité faible). Un site publié par le BRGM permet d'évaluer simplement et rapidement les risques d'un bien localisé soit par son adresse soit par le numéro de sa parcelle.
Certaines parties du territoire communal sont susceptibles d’être affectées par le risque d’inondation par submersion marine. La commune a été reconnue en état de catastrophe naturelle au titre des dommages causés par les inondations et coulées de boue survenues en 1999 et 2009 et au titre des inondations par remontée de nappe en 2020,.
Messanges est exposée au risque de feu de forêt. Depuis le 20 avril 2016, les départements de la Gironde, des Landes et de Lot-et-Garonne disposent d’un règlement interdépartemental de protection de la forêt contre les incendies. Ce règlement vise à mieux prévenir les incendies de forêt, à faciliter les interventions des services et à limiter les conséquences, que ce soit par le débroussaillement, la limitation de l’apport du feu ou la réglementation des activités en forêt. Il définit en particulier cinq niveaux de vigilance croissants auxquels sont associés différentes mesures,.
Les mouvements de terrains susceptibles de se produire sur la commune sont un recul du trait de côte et de falaises et des tassements différentiels.

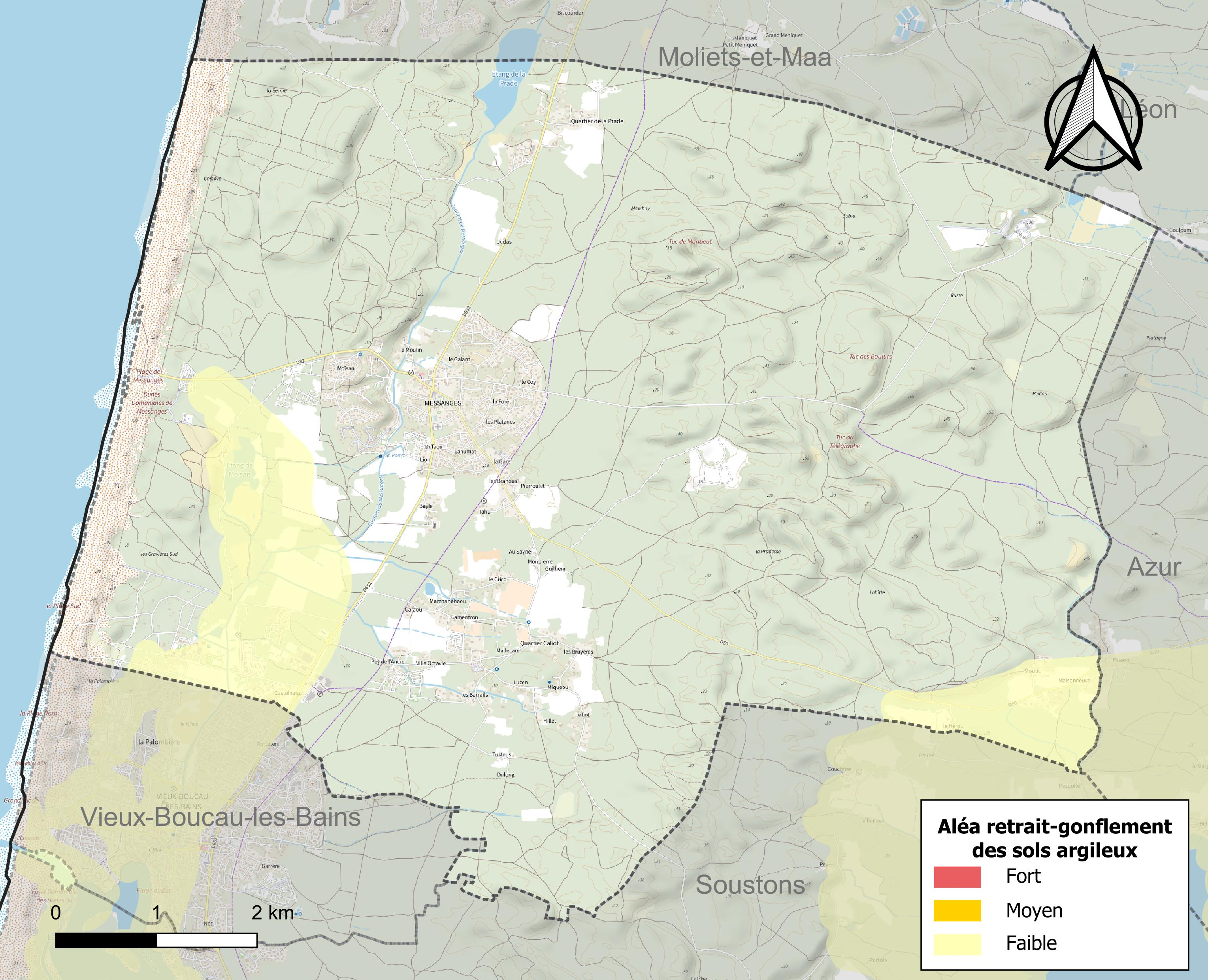
Carte des zones d'aléa retrait-gonflement des sols argileux de Messanges.

Le retrait-gonflement des sols argileux est susceptible d'engendrer des dommages importants aux bâtiments en cas d’alternance de périodes de sécheresse et de pluie. Aucune partie du territoire de la commune n'est en aléa moyen ou fort (19,2 % au niveau départemental et 48,5 % au niveau national). Sur les 1 074 bâtiments dénombrés sur la commune en 2019,  aucun n'est en aléa moyen ou fort, à comparer aux 17 % au niveau départemental et 54 % au niveau national. Une cartographie de l'exposition du territoire national au retrait gonflement des sols argileux est disponible sur le site du BRGM,.
Concernant les mouvements de terrains, la commune a été reconnue en état de catastrophe naturelle au titre des dommages causés par des mouvements de terrain en 1999.

## Toponymie

### Étymologie
Albert Dauzat et Charles Rostaing identifient le nom de personne latin ou gaulois Mettius, suivi du suffixe latin -anicum.
Effectivement, le suffixe -anicum / as aboutit à -ange(s) en phonétique française. cf. granica > grange. Il a par ailleurs donné les terminaisons -argue(s) et -ergue(s) dans le sud-est, selon une évolution phonétique propre à cette région. En outre, Le suffixe -anicum ou -anicas (sous-entendu fundus ou terras) a formé des derivés qui seront, plus tardivement, à l'ablatif-locatif pluriel en -anids, ce qui est conforme aux formes en occitan gascon Massanjas ou Messandyes, le ye  étant mouillé.
L'analyse du premier élément s'avère plus ardue, car A. Dauzat et Ch. Rostaing parlent à la fois d'un anthroponyme « latin » Mettius, que l'on retrouverait également dans Messeux (Charente, de Messunio 1250), et d'un nom de personne « gaulois » Mettius, à qui les lieux du type Messac , Meyssac, Messei, Messé, etc. doivent l'élément Me(y)ss-.
En revanche, selon les mêmes auteurs, suivis par Ernest Nègre, Messanges (Côte-d'Or, Mainzangiae 1023) remonterait à un nom de personne germanique suivi du suffixe germanique -ing(as).

## Histoire
Sur le chemin de Saint-Jacques-de-Compostelle dit du littoral, Messanges était une halte connue des pèlerins dont le nom apparut très tôt sur les cartes (dès le XIIIe siècle).
Vers 1310, à l'occasion d'une terrible tempête, l'Adour qui sortait à Capbreton fut repoussée dans les terres, elle divagua jusqu'au Plecq, modeste quartier de Messanges, qu'elle élit pour sa nouvelle embouchure.
L'embouchure de l'Adour en ce temps-là était large de 1 200 mètres et profonde de 30 faisant de Port d'Albret le meilleur abri du sud de l'Aquitaine, au grand désespoir des Bayonnais qui contrôlaient avec jalousie cet avant-port naturel de l'Adour. Cette embouchure si importante fut en fait entretenue par un bassin qui s'était formé entre le Plecq et Messanges. Ce bassin, fonctionnant comme une chasse d'eau, empêchait tout ensablement de la passe.
Lorsque l'Adour fut détournée à Bayonne en 1578 par les travaux de Louis de Foix, l'embouchure s'ensabla inexorablement et l'importante ville de Port-d'Albret fut progressivement abandonnée : elle perdit jusqu'à son nom pour devenir « Vieux boucau », la vieille embouchure. Les maisons furent peu à peu détruites et les pierres de nombreux bâtiments incinérées pour produire de la chaux.

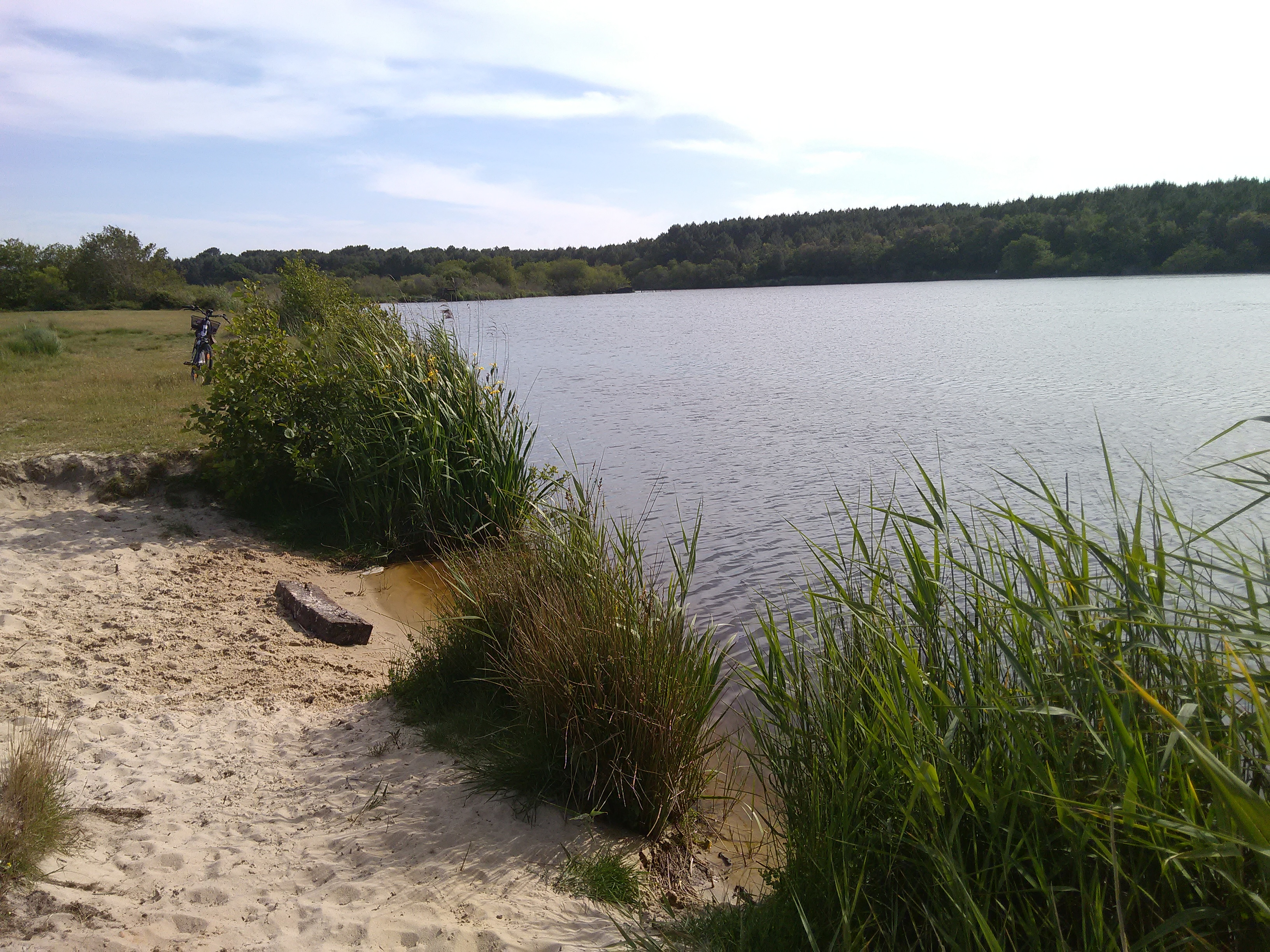
L'étang de Moïsan

Le souvenir du détournement de 1578 est resté dans le nom de Moïsan. Le Moïsan était un navire qui se trouvait à l'ancre au fond du bassin, près de Messanges, le jour même où l'Adour fut détournée. Il se trouva prisonnier d'un lac d'eau de mer et dut être abandonné sur place.
Le lac de Moïsan est un vestige de l'immense rade « anglaise » d'où appareillèrent les navires « basques » et « gascons » qui rejoignirent Terre-Neuve dès 1392, selon la tradition, soit un siècle avant le premier voyage de Christophe Colomb.
La commune, tout comme Capbreton, était célèbre pour ses vignes de vin de sable qui faisaient l'objet d'une culture très particulière afin de fixer les sables du littoral ; si ce mode de culture (dite  probagne en gascon), qui consistait à enterrer chaque année le cep dans le sable au point que les parties souterraines de la vigne faisaient un réseau impressionnant de racines, a disparu, le vignoble se perpétue vaille que vaille et contribue à garder la célébrité locale du « vin de sable » (cépages rouges : cabernet et, pour le blanc, « tite de cabre » (chenin de la Loire) et cépage rare « cruchen » qui fut planté avec succès par des vignerons de Messanges en Afrique du Sud au XIXe siècle pour donner un vin blanc rappelant le riesling). C'est la récolte et le commerce de la résine obtenue depuis la vaste pinède de la commune (plus de 2 000 ha), ainsi que l'exploitation des chênes lièges dans de petits ateliers à Vieux-Boucau qui firent la richesse de Messanges : il subsiste encore les bâtiments de ce qui fut une importante distillerie de térébenthine.
Désormais, cette commune rurale vit pour l'essentiel du tourisme, avec la présence proche du complexe de « Port d'Albret » réalisé autour d'un lac marin sous écluse, nouveau quartier jailli du sable dans les années 1970 aux portes du bourg de Vieux-Boucau sur les vestiges de l'estuaire de l'Adour.

## Politique et administration

### Liste des maires
| Période                                  | Période  | Identité      | Étiquette | Qualité                                                                |
| ---------------------------------------- | -------- | ------------- | --------- | ---------------------------------------------------------------------- |
| 1996                                     | En cours | Hervé Bouyrie | PS        | Chef d'entreprise Conseiller général du canton de Soustons (2008-2015) |
| Les données manquantes sont à compléter. |          |               |           |                                                                        |

### Politique environnementale
Dans son palmarès 2024, le Conseil national de villes et villages fleuris de France a attribué deux fleurs à la commune.

## Démographie
| 1793 | 1800 | 1806 | 1821 | 1831 | 1836 | 1841 | 1846 | 1851 |
| ---- | ---- | ---- | ---- | ---- | ---- | ---- | ---- | ---- |
| 442  | 356  | 321  | 404  | 452  | 455  | 430  | 463  | 504  |

| 1856 | 1861 | 1866 | 1872 | 1876 | 1881 | 1886 | 1891 | 1896 |
| ---- | ---- | ---- | ---- | ---- | ---- | ---- | ---- | ---- |
| 482  | 478  | 535  | 552  | 537  | 534  | 537  | 532  | 522  |

| 1901 | 1906 | 1911 | 1921 | 1926 | 1931 | 1936 | 1946 | 1954 |
| ---- | ---- | ---- | ---- | ---- | ---- | ---- | ---- | ---- |
| 510  | 512  | 509  | 468  | 429  | 416  | 409  | 379  | 360  |

| 1962 | 1968 | 1975 | 1982 | 1990 | 1999 | 2006 | 2008 | 2013 |
| ---- | ---- | ---- | ---- | ---- | ---- | ---- | ---- | ---- |
| 362  | 362  | 431  | 507  | 521  | 647  | 885  | 953  | 955  |

| 2018 | 2022  | - | - | - | - | - | - | - |
| ---- | ----- | - | - | - | - | - | - | - |
| 972  | 1 038 | - | - | - | - | - | - | - |

## Lieux et monuments
- Église Saint-Clément de Messanges

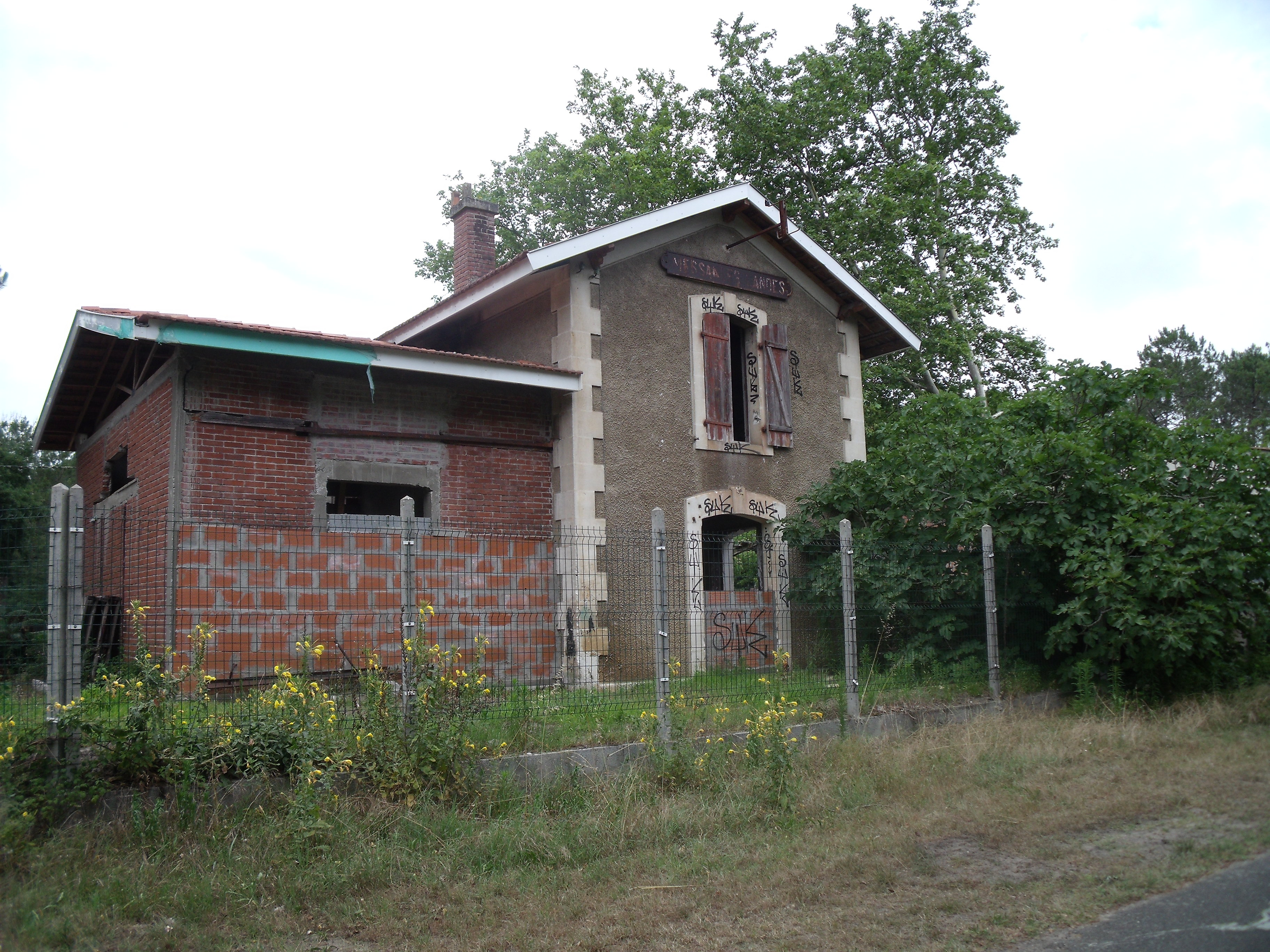
La gare de Messanges, désaffectée.

- Le sémaphore de Messanges, qui culmine à 82 mètres, la plateforme d'observation (appelée passerelle) étant située à 64 mètres. Il est géré par la Marine nationale, dont c'est le « bâtiment » le plus haut.

## Économie
La commune produit du vin de sable issu du vignoble des sables de l’océan.

## Personnalités liées à la commune
Pierre-François de Neurisse (1731-1794), lieutenant général de la sénéchaussée des Lannes, était seigneur de Messange. Il présida les États généraux pour les villes de Dax, Saint-Sever et Bayonne.
Patrick Péchambert, arbitre de Top14 de rugby, y tient le bar-restaurant Chez Péchou.